# Haoguantun (köpinghuvudort i Kina, Liaoning Sheng, lat 42,67, long 123,49)
Haoguantun (kinesiska: 郝官屯, 郝官屯镇) är en köpinghuvudort i Kina. Den ligger i provinsen Liaoning, i den nordöstra delen av landet, omkring 97 kilometer norr om provinshuvudstaden Shenyang. Antalet invånare är 17 840. Befolkningen består av 8 860 kvinnor och 8 980 män. Barn under 15 år utgör 14,0 %, vuxna 15-64 år 76 %, och äldre över 65 år 9,0 %.
Runt Haoguantun är det ganska tätbefolkat, med 179 invånare per kvadratkilometer. Närmaste större samhälle är Kangping, 13,3 km nordväst om Haoguantun. Trakten runt Haoguantun består till största delen av jordbruksmark.
Genomsnittlig årsnederbörd är 918 millimeter. Den regnigaste månaden är juli, med i genomsnitt 209 mm nederbörd, och den torraste är januari, med 8 mm nederbörd.